# Refrentado

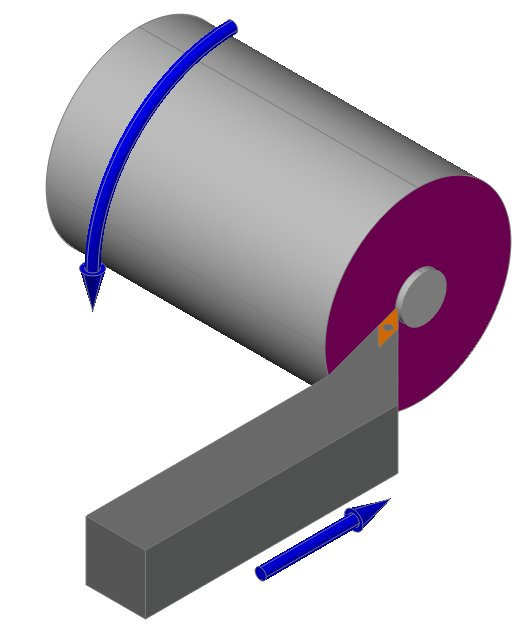
Esquema de una operación de fronteado-refrentado.

El refrentado (también denominado fronteado) es la operación realizada en el torno mediante la cual se mecaniza el extremo de la pieza, en el plano perpendicular al eje de giro.
Para poder efectuar esta operación, la herramienta se ha de colocar en un ángulo aproximado de 120° respecto al porta herramientas. De lo contrario, debido a la excesiva superficie de contacto la punta de la herramienta correrá el riesgo de sobrecalentarse. También hay que tomar en cuenta que a medida que nos acercamos al centro de la pieza hay que aumentar las RPM o disminuir el avance.